# Georges Sauge
Georges Sauge (1920-2012) est un homme politique catholique connu pour son engagement militant contre le communisme. Marxiste dans ses jeunes années, il évolue ensuite vers la droite nationale-catholique avant se rallier à la candidature de François Mitterrand en 1965 et d'adhérer au Parti socialiste à partir des années 1970.

## Biographie

### Premières années
Il aurait milité dans sa jeunesse, selon ses dires, dans une organisation proche du Parti communiste français, les « Faucons rouges ». Il se présentera en effet plus tard comme un communiste repenti qui a connu le communisme de l'intérieur. Son adhésion au communisme est remise en cause par certaines sources.
En 1938, il aurait été chargé de perturber la conférence du père Marcellin Fillère, professeur à l'Institut catholique de Paris, qu'on lui présente comme un « orateur réactionnaire ». Toutefois, touché par les convictions de ce dernier, il se convertit au catholicisme et devient l'un des proches,. Il l'aide notamment à fonder le journal catholique L'Homme nouveau en 1946 et tient des réunions de propagande pour le Mouvement pour l'unité.
Il contribue au journal jusqu'en 1952, au moment où l'abbé Richard — avec qui il est en désaccord — en prend la direction.
Le 7 novembre 1956, il organise avec d'autres activistes le sac du siège du Parti communiste français, situé place Châteaudun, afin de protester contre l'écrasement de l'Insurrection de Budapest par les chars soviétiques[réf. nécessaire].

### Figure de la mouvance nationale-catholique

#### Centre d'études supérieures de psychologie sociale
En novembre 1956, il crée le Centre d'études supérieures de psychologie sociale, avec son ami Jean Damblans, professeur de mathématiques. Ce cercle a pour but de mieux faire connaître le communisme pour mieux lutter contre lui. Ses activités consistent en l'organisation de conférences et de débats partout en France, avec le soutien de personnalités notables comme :
- les gaullistes Jean Toutain, Michel Habib-Deloncle, Jean Taittinger et François Missoffe[7] ;
- les indépendants Pierre Poujade, Jean-Marie Le Pen, Julien Brunhes et Édouard Frédéric-Dupont[7] ;
- le démocrate-chrétien Georges Bidault[7] ;
- le député « Unité de la République » Ahmed Djebbour[7] ;
- le cardinal Eugène Tisserant[4] ;
- les évêques Tito Mancini[4] et Jean Rupp[7].

Parmi les collaborateurs du Centre d'études supérieures de psychologie sociale, on peut citer le député André Gauthier, l'écrivain contre-révolutionnaire Pierre Debray, le chanoine Armand Muller. La présidence d'honneur en est confiée au général en retraite Maxime Weygand[citation nécessaire], connu pour son engagement dans la droite nationaliste. Des historiens affirment à tort que le général Weygand a présidé ce Centre d'études.
Les deux buts avoués du Centre sont de faire connaître la doctrine catholique et ses implications politiques dans sa forme de « national-catholicisme », ainsi que de s'opposer aux idées communistes considérées comme le plus grand danger que court la civilisation occidentale et la religion catholique. Pour cela, il faut former des cadres anti-marxistes à même de faire gagner la bataille idéologique.
En juin 1961, George Sauge se rend à Rome où il reçoit l'appui d'Eugène Tisserant. Mgr Tito Mancini, un des collaborateurs du cardinal Tisserant, déclare à cette occasion : 

« Nous combattons contre le communisme, parce que le communisme est le premier et l'unique ennemi de la sainte Église catholique et romaine. Nous combattons le communisme, parce qu'il est une doctrine antisociale et antireligieuse qui condamne le monde à une ruine irréparable...
Le seul rempart contre le communisme, c'est l'Église catholique ; c'est pourquoi, nous, ses fils, nous voulons nous unir avant tout pour essayer d'opposer une résistance absolue à cette invasion générale [...].
Nos peuples sont convaincus du péril communiste, mais nos gouvernements ne savent pas comment faire pour arrêter l'influence de l'invasion communiste. Donc nous sommes invités, nous, à être le levain qui fera fermenter la pensée de l'Église dans les milieux communistes et communisants de façon à apporter à cette invasion universelle la résistance qui s'impose. »

C'est également en 1961 que Sauge crée une branche du Centre d'études supérieures de psychologie sociale à Rome.
Au cours de son existence, le Centre d'études supérieures de psychologie sociale aura un auditoire d'environ 5 000 à 6 000 personnes  par an. De nombreuses conférences sont organisées dans les milieux militaires, notamment à l'École de cavalerie de Saumur, à l'École de guerre, au collège militaire de l'OTAN, en Algérie, etc. Parmi ceux qui ont assisté aux conférences de Georges Sauge, on peut notamment citer les colonels Antoine Argoud, Joseph Broizat et Charles Lacheroy, des officiers qui partagent ses thèses sur les dangers du communisme dans l'empire colonial français et qui auront un rôle notable dans la dernière phase de la Guerre d'Algérie. Le Centre d'études politiques et civiques (CEPEC) l'invite comme conférencier en avril 1959 pour son 18e dîner-débat, consacré à « L’armée face à la guerre psychologique ». Il s'adresse à l'auditoire habituel de cette organisation patronale et à des officiers généraux et supérieurs. Si ses conférences séduisent un temps son public anticommuniste, elles sont moquées par ses adversaires du fait de leur simplisme. La revue anticommuniste Le Contrat social de Boris Souvarine juge sévèrement le livre de Sauge, Echec au communisme : « M. Sauge fournit la preuve qu'un chrétien sincèrement anticommuniste peut s'avérer tout autant étranger à la connaissance du communisme qu'un chrétien progressiste ». C'est que sa brochure accumule « d'innombrables erreurs de fait, de jugement et d'interprétation ». Ce qui ne l'empêche pas de continuer ses conférences dans les années 1960, répétant sans cesse les mêmes arguments.

#### Comités civiques
En décembre 1959, Georges Sauge et Pierre Debray créent les « Comités civiques », des organismes qui s’affirment apolitiques, et dédiés à un but « uniquement civique de formation et d'action anticommuniste », d'après les mots de Guy Vaschetti, député UNR de la Seine qui parraine le mouvement.
Le premier rassemblement du mouvement se tient le 13 janvier 1960 à la Maison de la Mutualité et ressemble 300 personnes. Les orateurs qui se succèdent à la tribune sont les suivants : Georges Sauge lui-même, Michel Trécourt du Rassemblement national français, Pierre Debray, Louis-Olivier de Roux du mouvement maurrassien Restauration nationale, l'activiste Henri Dorgères et enfin le général Lionel-Max Chassin. Tous affirment leur hostilité à la visite en France du dirigeant de l'URSS Nikita Khrouchtchev, invité par le Général de Gaulle,.
Les supports du programme des Comités civiques sont l’ouvrage de Sauge Échec au communisme (publié en 1958), l'encyclique Divini Redemptoris et la revue L'Ordre français de Pierre Debray. Ils soutiennent également la position du cardinal Alfredo Ottaviani, lui-même un tenant du national-catholicisme.
D'après Sauge, il faut « faire connaître la véritable nature du communisme dans lequel, il n'y a rien qui ne soit intrinsèquement pervers ». Il nie entreprendre cette lutte « poux défendre des intérêts ou pour défendre la capitalisme ». D'après lui, « la seule internationale pour laquelle je me batte c'est l'Église fondée par le fils de Dieu lui-même, notre Seigneur Jésus-Christ ».
Le 6 mars 1960, Georges Sauge se défend toutefois de vouloir manifester son hostilité à la visite de Nikita Khrouchtchev par des actes de violence, dans une lettre qu'il envoie au journal Le Monde. Le 9 mars 1960, il demande à Sergueï Vinogradov, l’ambassadeur de l'URSS, d'organiser un débat au cours d'une rencontre publique avec Khrouchtchev, demande qui lui sera refusée.
Le 30 janvier 1960, au lendemain de la semaine des barricades à Alger, il est arrêté, ainsi que d'autres militants et inculpé par le pouvoir gaulliste d'atteinte à la sûreté intérieure de l'État. Il est finalement mis en liberté provisoire le 14 février puis relaxé.

#### Engagement pour l'Algérie française
En juillet 1960, il participe à l'appel du Front Algérie française qui affirme : « L'Algérie, qui paraissait sauvée, est de nouveau gravement menacée. Les mêmes forces de subversion, de trahison, de démission, les mêmes intérêts sordides, s'acharnent à mutiler le patrimoine national. Sous l'impulsion et la direction du parti communiste, avec certaines complicités du pouvoir, le système s'apprête à donner l'assaut final, pour détruire l'Algérie, l'armée et l'indépendance nationale. ». Le FAF occupera à cette époque le même bâtiment que le Centre d'études supérieures de psychologie sociale.
En 1962, la CGT, Force ouvrière et la CFDT de Nantes font annuler par la mairie une réunion organisée par Georges Sauge, en raison de sa sympathie présumée pour l'OAS.

### Ralliement au Parti socialiste
Pour l'élection présidentielle française de 1965, il appelle à voter Jean Lecanuet au premier tour, puis soutient au deuxième tour François Mitterrand, du fait de son antigaullisme. Une position qu'il justifie de la manière suivante : 

« François Mitterrand, pour avoir la liberté compatible avec la haute charge de la magistrature suprême, doit être allégé du handicap communiste par l'apport massif des voix nationales, que celles-ci soient socialistes, radicales, ou, comme les nôtres, indépendantes.
Mais l'argument politique déterminant en faveur de Mitterrand est le suivant : contrairement à de Gaulle, Mitterrand, au lendemain de son entrée à l’Élysée, dissoudra la Chambre. Les prochaines élections législatives verront donc, face à une gauche forte, certes, un centre nouveau dont la vitalité politique jeune, positive et hardie n'aura rien à craindre du communisme français. Cette force nouvelle permettra au nouveau président de la République d'agir en toute liberté et en toute équité. »

Il adhère au Parti socialiste après le congrès d'Épinay de 1971, intègre la Convention des cadres de réserve pour l'armée nouvelle (CCRAN), l'organisation des réservistes de ce parti et devient cadre de la fédération socialiste des Hauts-de-Seine>,. .
Il continue à rédiger sa Lettre d'information, à la diffusion confidentielle, jusque dans les années 2000; il demeure anticommuniste et catholique.

## Œuvres
- Échec au communisme, Paris, Les Îles d'or, 1958, 215 p.
- L'Armée face à la guerre psychologique, dans Les Cahiers du CEPEC, no 11, conférence donnée au 18e débat du Centre d'études politiques et civiques le 30 avril 1959, 28 p.[23]
- Tu parleras au peuple, Paris, Nouvelles impressions latines, 1962, 190 p. Présentation par Jean Damblans (Lire le début en ligne)